# Nakladatelství Lidové noviny
NLN, s.r.o., neoficiálně Nakladatelství Lidové noviny, je české nakladatelství specializující se především na vydávání knih z oborů historie, sociálních a přírodních věd a jazykovědy. Vydává také životopisy a beletrii. V produkci nakladatelství vychází také respektovaný odborně popularizační historický časopis Dějiny a současnost.
Nakladatelství vydává knihy ve více než dvou desítkách edic. Mezi kmenové autory nakladatelství patří (případně patřili) např. Tomáš Halík, Dušan Třeštík a Josef Žemlička.
Vydávané edice:
- Beletrie
- Česká historie
- Česká knižnice
- Cestopisy, průvodce, vlastivěda
- Dějiny českých měst
- Dějiny další
- Dějiny národů
- Dějiny odívání
- Dějiny soudobé
- Dějiny států
- Encyklopedie
- Jazykověda a literární věda
- Knižnice Dějin a současnosti
- Mythologie
- Osobnosti
- Populárně-naučné
- Publicistika
- Šlechtické rody
- Učebnice
- Utváření Evropy
- Válka a mír v moderní době